# ۸۴۳ (قمری)
۸۴۳ (قمری)، هشتصد و چهل و سومین سال در گاهشماری هجری قمری است. اول محرم این سال برابر با بیست و سوم ژوئن سال ۱۴۳۹ میلادی است.

## وابسته
- حامدی اصفهانی